# Володимирівка (Володимирський район)
Володи́мирівка (пол. Włodzimierzówka) — село в Україні, у Зимнівській сільській територіальній громаді Володимирського району Волинської області.
Населення становить 267 осіб. Кількість дворів  — 91. З них 2 нових (після 1991 р.).

## Географія
Село розташоване на лівому березі річки Риловиця.

## Сьогодення
В селі працює початкова школа на 45 місць, клуб, бібліотека, фельдшерсько-акушерський пункт, 4 телефонні номери, торговельний заклад.
В селі доступні такі телеканали: УТ-1, УТ-2, 1+1, Інтер, Обласне телебачення, кабельне телебачення. Радіомовлення здійснюють Радіо «Промінь», Радіо «Світязь», Радіо «Луцьк».
Село газифіковане. Дорога з твердим покриттям потребує ремонту. Наявне постійне транспортне сполучення з районним та обласним центрами.

## Історія
Село Володимирівка засноване у 1235 році.
В 2015 році село увійшло до складу новоствореної Зимнівської сільської громади. До 14 серпня 2015 року підпорядковувалось Льотничівській сільській раді Володимир-Волинського району Волинської області.
12 червня 2020 року, відповідно до розпорядження Кабінету Міністрів України № 708-р «Про визначення адміністративних центрів та затвердження територій територіальних громад Волинської області», увійшло до складу Зимнівської сільської територіальної громади.
19 липня 2020 року, в результаті адміністративно-територіальної реформи та ліквідації  Володимир-Волинського району(1940—2020), село увійшло до новоутвореного Володимир-Волинського району (від 18 липня 2022 Володимирського).

## Населення
Згідно з переписом УРСР 1989 року чисельність наявного населення села становила 266 осіб, з яких 124 чоловіки та 142 жінки.
За переписом населення України 2001 року в селі мешкало 267 осіб.

### Мова
Розподіл населення за рідною мовою за даними перепису 2001 року:
| Мова       | Відсоток |
| ---------- | -------- |
| українська | 98,50 %  |
| російська  | 1,50 %   |